# Балта Верде (Мехединци)
Балта Верде (рум. Balta Verde) је село у Румунији у жупанији Мехединци у општини Гогошу.
У селу се налази црква посвећена Светом јерарху Николи Мирликијском која је подигнута 1862. године на темељима старије цркве.

## Етимологија
У преводу са румунског назив села Балта Верде значи зелена бара, а то име је добило по бројним барама које су се налазиле у околини села. Село се раније звало Гутнита (рум. Gutnita).

## Географија
Балта Верде се на југозападу Румуније у округу Мехединци, 55 километара удаљена од окружног седишта, Дробета-Турну Северина. Кроз село протиче река Блахница која се западно од села улива у дунавски рукавац Дунареа Мика (у преводу мали Дунав). У близини села налази се хидроелектрана „Ђердап II” на граници Румуније са Србијом. Налази се на надморској висини од 51 m.

## Демографија
Према попису из 2011. године у селу је живело 1.165 становника што је за 149 (11,34%) мање у односу на 2002. када је на попису било 1.314 становника. Већину становништва чине Румуни.
| Етнички састав према попису из 2002.‍ | Етнички састав према попису из 2002.‍ | Етнички састав према попису из 2002.‍ | Етнички састав према попису из 2002.‍ | Етнички састав према попису из 2002.‍ |
| ------------------------------------ | ------------------------------------ | ------------------------------------ | ------------------------------------ | ------------------------------------ |
|                                      |                                      |                                      |                                      |                                      |
| Румуни                               | Румуни                               |                                      | 1.312                                | 99,85%                               |
| Остали                               | Остали                               |                                      | 2                                    | 0,15%                                |

## Галерија
- Улаз у село
- Споменик херојима
- Иконостас цркве Св. Николе
- Део зида старе цркве